# Volta a Llombardia 2022
La Volta a Llombardia 2022, 116a edició de la Volta a Llombardia, es disputà el dissabte 8 d'octubre de 2022, amb un recorregut de 252,42 km entre Bèrgam i Como. La cursa formava part de l'UCI World Tour 2022.
El vencedor final fou l'eslovè Tadej Pogačar (UAE Team Emirates), que s'imposà a l'esprint al mallorquí Enric Mas (Movistar Team). Completà el podi el basc Mikel Landa (Bahrain Victorious).

## Equips participants
El 18 equips UCI World Tour són presents en aquesta cursa, així com set UCI ProTeams convidats:
| WorldTeams (18)- UAE Team Emirates - AG2R Citroën Team - Astana Qazaqstan Team - Bahrain Victorious - Cofidis - EF Education-EasyPost - Groupama-FDJ - Ineos Grenadiers - Intermarché-Wanty-Gobert Matériaux - Israel-Premier Tech - Jumbo-Visma - Lotto-Soudal - Movistar Team - Quick-Step Alpha Vinyl - BikeExchange-Jayco - Team DSM - Trek-Segafredo - Bora-Hansgrohe ProTeams (7)- Alpecin-Deceuninck - Bardiani-CSF-Faizanè - Caja Rural-Seguros RGA - Drone Hopper-Androni Giocattoli - Eolo-Kometa - Arkéa-Samsic - TotalEnergies |
| |

## Classificació final
| \| Classificació general \| Classificació general \| Classificació general \| Classificació general \| Classificació general \| \| Corredor \| Corredor \| Equip \| Temps \| \| \| --------------------- \| --------------------------- \| ---------------------- \| --------------------- \| --------------------- \| \| 1r \| Tadej Pogačar \| UAE Team Emirates \| 6h 21' 22" \| \| \| 2n \| Enric Mas Nicolau \| Movistar Team \| + 0" \| \| \| 3r \| Mikel Landa Meana \| Bahrain Victorious \| + 10" \| \| \| 4t \| Sergio Higuita García \| Bora-Hansgrohe \| + 52" \| \| \| 5è \| Carlos Rodríguez Cano \| Ineos Grenadiers \| + 52" \| \| \| 6è \| Alejandro Valverde Belmonte \| Movistar Team \| + 1' 24" \| \| \| 7è \| Bauke Mollema \| Trek-Segafredo \| + 1' 24" \| \| \| 8è \| Rudy Molard \| Groupama-FDJ \| + 1' 24" \| \| \| 9è \| Romain Bardet \| Team DSM \| + 1' 24" \| \| \| 10è \| Adam Yates \| Ineos Grenadiers \| + 1' 26" \| \| \| 11è \| Andrea Piccolo \| EF Education-EasyPost \| + 1' 58" \| \| \| 12è \| Warren Barguil \| Arkéa-Samsic \| + 1' 58" \| \| \| 13è \| Ilan Van Wilder \| Quick-Step Alpha Vinyl \| + 1' 58" \| \| \| 14è \| Clément Berthet \| AG2R Citroën Team \| + 1' 58" \| \| \| 15è \| Giulio Ciccone \| Trek-Segafredo \| + 2' 01" \| \| \| 17è \| Daniel Martínez Poveda \| Ineos Grenadiers \| + 2' 14" \| \| \| 18è \| Aleksandr Vlàssov \| Bora-Hansgrohe \| + 2' 14" \| \| \| 19è \| Mikkel Frølich Honoré \| Quick-Step Alpha Vinyl \| + 2' 14" \| \| \| 20è \| Mauri Vansevenant \| Quick-Step Alpha Vinyl \| + 2' 14" \| \| |                             |                        |            |
| |                             |                        |            |
| Font: ProCyclingStats |                             |                        |            |
| Classificació general |                             |                        |            |
| Corredor | Corredor                    | Equip                  | Temps      |
| 1r | Tadej Pogačar               | UAE Team Emirates      | 6h 21' 22" |
| 2n | Enric Mas Nicolau           | Movistar Team          | + 0"       |
| 3r | Mikel Landa Meana           | Bahrain Victorious     | + 10"      |
| 4t | Sergio Higuita García       | Bora-Hansgrohe         | + 52"      |
| 5è | Carlos Rodríguez Cano       | Ineos Grenadiers       | + 52"      |
| 6è | Alejandro Valverde Belmonte | Movistar Team          | + 1' 24"   |
| 7è | Bauke Mollema               | Trek-Segafredo         | + 1' 24"   |
| 8è | Rudy Molard                 | Groupama-FDJ           | + 1' 24"   |
| 9è | Romain Bardet               | Team DSM               | + 1' 24"   |
| 10è | Adam Yates                  | Ineos Grenadiers       | + 1' 26"   |
| 11è | Andrea Piccolo              | EF Education-EasyPost  | + 1' 58"   |
| 12è | Warren Barguil              | Arkéa-Samsic           | + 1' 58"   |
| 13è | Ilan Van Wilder             | Quick-Step Alpha Vinyl | + 1' 58"   |
| 14è | Clément Berthet             | AG2R Citroën Team      | + 1' 58"   |
| 15è | Giulio Ciccone              | Trek-Segafredo         | + 2' 01"   |
| 17è | Daniel Martínez Poveda      | Ineos Grenadiers       | + 2' 14"   |
| 18è | Aleksandr Vlàssov           | Bora-Hansgrohe         | + 2' 14"   |
| 19è | Mikkel Frølich Honoré       | Quick-Step Alpha Vinyl | + 2' 14"   |
| 20è | Mauri Vansevenant           | Quick-Step Alpha Vinyl | + 2' 14"   |

## Llista de participants
| UAE Team Emirates UAD                                          | UAE Team Emirates UAD     | UAE Team Emirates UAD |
| -------------------------------------------------------------- | ------------------------- | --------------------- |
| Núm                                                            | Ciclista                  | Pos                   |
| 1                                                              | Tadej Pogačar (SLO)       | 1r                    |
| 2                                                              | Davide Formolo (ITA)      | 28è                   |
| 3                                                              | João Almeida (POR) (ruta) | DNF                   |
| 4                                                              | Marc Hirschi (SUI)        | 81è                   |
| 5                                                              | Rafał Majka (POL)         | 23è                   |
| 6                                                              | Alessandro Covi (ITA)     | DNF                   |
| 7                                                              | Diego Ulissi (ITA)        | 26è                   |
| Director esportiu: Fabio Baldato, Marco Marzano, Marco Marcato |                           |                       |

| AG2R Citroën Team ACT                          | AG2R Citroën Team ACT        | AG2R Citroën Team ACT |
| ---------------------------------------------- | ---------------------------- | --------------------- |
| Núm                                            | Ciclista                     | Pos                   |
| 11                                             | Clément Champoussin (FRA)    | 73è                   |
| 12                                             | Clément Berthet (FRA)        | 14è                   |
| 13                                             | Geoffrey Bouchard (FRA)      | DNF                   |
| 14                                             | Felix Gall (AUT)             | DNF                   |
| 15                                             | Jaakko Hänninen (FIN)        | DNF                   |
| 16                                             | Aurélien Paret-Peintre (FRA) | 74è                   |
| 17                                             | Paul Lapeira (FRA)           | 107è                  |
| Director esportiu: Cyril Dessel, Julien Jurdie |                              |                       |

| Alpecin-Deceuninck AFC              | Alpecin-Deceuninck AFC  | Alpecin-Deceuninck AFC |
| ----------------------------------- | ----------------------- | ---------------------- |
| Núm                                 | Ciclista                | Pos                    |
| 21                                  | Jay Vine (AUS)          | 64è                    |
| 22                                  | Tobias Bayer (AUT)      | 84è                    |
| 23                                  | Xandro Meurisse (BEL)   | 43è                    |
| 24                                  | Jimmy Janssens (BEL)    | DNF                    |
| 25                                  | Stefano Oldani (ITA)    | 37è                    |
| 26                                  | Kristian Sbaragli (ITA) | 90è                    |
| 27                                  | Robert Stannard (AUS)   | DNF                    |
| Director esportiu: Frederik Willems |                         |                        |

| Astana Qazaqstan Team AST                              | Astana Qazaqstan Team AST        | Astana Qazaqstan Team AST |
| ------------------------------------------------------ | -------------------------------- | ------------------------- |
| Núm                                                    | Ciclista                         | Pos                       |
| 31                                                     | Vincenzo Nibali (ITA)            | 24è                       |
| 32                                                     | Samuele Battistella (ITA)        | DNF                       |
| 33                                                     | David de la Cruz Melgarejo (ESP) | DNF                       |
| 34                                                     | Miguel Ángel López Moreno (COL)  | 65è                       |
| 35                                                     | Javier Romo (ESP)                | DNF                       |
| 36                                                     | Cristian Scaroni (ITA)           | DNF                       |
| 37                                                     | Simone Velasco (ITA)             | 59è                       |
| Director esportiu: Giuseppe Martinelli, Stefano Zanini |                                  |                           |

| Bahrain Victorious TBV                            | Bahrain Victorious TBV    | Bahrain Victorious TBV |
| ------------------------------------------------- | ------------------------- | ---------------------- |
| Núm                                               | Ciclista                  | Pos                    |
| 41                                                | Damiano Caruso (ITA)      | 62è                    |
| 42                                                | Mikel Landa Meana (ESP)   | 3r                     |
| 43                                                | Gino Mäder (SUI)          | DNF                    |
| 44                                                | Matej Mohorič (SLO)       | 61è                    |
| 45                                                | Hermann Pernsteiner (AUT) | 39è                    |
| 46                                                | Wout Poels (NED)          | DNF                    |
| 47                                                | Edoardo Zambanini (ITA)   | 45è                    |
| Director esportiu: Roman Kreuziger, Alberto Volpi |                           |                        |

| Bardiani CSF Faizanè BCF                            | Bardiani CSF Faizanè BCF     | Bardiani CSF Faizanè BCF |
| --------------------------------------------------- | ---------------------------- | ------------------------ |
| Núm                                                 | Ciclista                     | Pos                      |
| 51                                                  | Filippo Zana (ITA) (ruta)    | 75è                      |
| 52                                                  | Luca Covili (ITA)            | 83è                      |
| 53                                                  | Omar El Gouzi (ITA)          | 93è                      |
| 54                                                  | Davide Gabburo (ITA)         | 96è                      |
| 55                                                  | Henok Mulubrhan (ERI) (ruta) | DNF                      |
| 56                                                  | Alex Tolio (ITA)             | DNF                      |
| 57                                                  | Alessandro Tonelli (ITA)     | 93è                      |
| Director esportiu: Roberto Reverberi, Mirko Rossato |                              |                          |

| Bora-Hansgrohe BOH                             | Bora-Hansgrohe BOH                 | Bora-Hansgrohe BOH |
| ---------------------------------------------- | ---------------------------------- | ------------------ |
| Núm                                            | Ciclista                           | Pos                |
| 61                                             | Wilco Kelderman (NED)              | 60è                |
| 62                                             | Giovanni Aleotti (ITA)             | 63è                |
| 63                                             | Matteo Fabbro (ITA)                | 22è                |
| 64                                             | Felix Großschartner (AUT)          | 102è               |
| 65                                             | Sergio Higuita García (COL) (ruta) | 4t                 |
| 66                                             | Patrick Konrad (AUT)               | 67è                |
| 67                                             | Aleksandr Vlàssov (RUS)            | 18è                |
| Director esportiu: Rolf Aldag, Christian Pömer |                                    |                    |

| Caja Rural-Seguros RGA CJR                                       | Caja Rural-Seguros RGA CJR     | Caja Rural-Seguros RGA CJR |
| ---------------------------------------------------------------- | ------------------------------ | -------------------------- |
| Núm                                                              | Ciclista                       | Pos                        |
| 71                                                               | Jonathan Lastra Martínez (ESP) | DNF                        |
| 72                                                               | Aritz Bagües (ESP)             | 92è                        |
| 73                                                               | Fernando Barceló Aragón (ESP)  | DNF                        |
| 74                                                               | Sergio Martín (ESP)            | DNF                        |
| 75                                                               | Mikel Nieve Iturralde (ESP)    | DNF                        |
| 76                                                               | Eduard Prades i Reverter (ESP) | 85è                        |
| 77                                                               | Michal Schlegel (CZE)          | DNF                        |
| Director esportiu: José Miguel Fernández Reviejo, Rubén Martínez |                                |                            |

| Cofidis COF                        | Cofidis COF               | Cofidis COF |
| ---------------------------------- | ------------------------- | ----------- |
| Núm                                | Ciclista                  | Pos         |
| 81                                 | Guillaume Martin (FRA)    | 32è         |
| 82                                 | François Bidard (FRA)     | DNF         |
| 83                                 | Thomas Champion (FRA)     | DNF         |
| 84                                 | Simon Geschke (GER)       | 46è         |
| 85                                 | Jesús Herrada López (ESP) | 48è         |
| 86                                 | Pierre-Luc Périchon (FRA) | DNF         |
| 87                                 | Rémy Rochas (FRA)         | 25è         |
| Director esportiu: Roberto Damiani |                           |             |

| Drone Hopper-Androni Giocattoli DRA               | Drone Hopper-Androni Giocattoli DRA | Drone Hopper-Androni Giocattoli DRA |
| ------------------------------------------------- | ----------------------------------- | ----------------------------------- |
| Núm                                               | Ciclista                            | Pos                                 |
| 91                                                | Natnael Tesfatsion (ERI)            | DNF                                 |
| 92                                                | Mattia Bais (ITA)                   | 86è                                 |
| 93                                                | Umberto Marengo (ITA)               | DNF                                 |
| 94                                                | Andri Ponomar (UKR)                 | DNF                                 |
| 95                                                | Simone Ravanelli (ITA)              | 91è                                 |
| 96                                                | Santiago Umba (COL)                 | 88è                                 |
| 97                                                | Luca Chirico (ITA)                  | DNF                                 |
| Director esportiu: Giovanni Ellena, Daniele Righi |                                     |                                     |

| EF Education-EasyPost EFE                                    | EF Education-EasyPost EFE  | EF Education-EasyPost EFE |
| ------------------------------------------------------------ | -------------------------- | ------------------------- |
| Núm                                                          | Ciclista                   | Pos                       |
| 101                                                          | Alberto Bettiol (ITA)      | DNF                       |
| 102                                                          | Odd Christian Eiking (NOR) | DNF                       |
| 103                                                          | Mark Padun (UKR)           | 36è                       |
| 104                                                          | Andrea Piccolo (ITA)       | 11è                       |
| 105                                                          | Neilson Powless (USA)      | 34è                       |
| 106                                                          | Sean Quinn (USA)           | DNF                       |
| 107                                                          | Rigoberto Urán (COL)       | 21è                       |
| Director esportiu: Juan Manuel Gárate Cepa, Charles Wegelius |                            |                           |

| Eolo-Kometa EOK                                              | Eolo-Kometa EOK           | Eolo-Kometa EOK |
| ------------------------------------------------------------ | ------------------------- | --------------- |
| Núm                                                          | Ciclista                  | Pos             |
| 111                                                          | Lorenzo Fortunato (ITA)   | DNF             |
| 112                                                          | Davide Bais (ITA)         | 100è            |
| 113                                                          | Mark Christian (GBR)      | DNF             |
| 114                                                          | Alessandro Fancellu (ITA) | 55è             |
| 115                                                          | Erik Fetter (HUN)         | 104è            |
| 116                                                          | Mirco Maestri (ITA)       | 99è             |
| 117                                                          | Samuele Rivi (ITA)        | 103è            |
| Director esportiu: Jesús Hernández Blázquez, Stefano Zanatta |                           |                 |

| Groupama-FDJ GFC                                   | Groupama-FDJ GFC           | Groupama-FDJ GFC |
| -------------------------------------------------- | -------------------------- | ---------------- |
| Núm                                                | Ciclista                   | Pos              |
| 121                                                | Quentin Pacher (FRA)       | 30è              |
| 122                                                | Bruno Armirail (FRA)       | DNF              |
| 123                                                | Mathieu Ladagnous (FRA)    | DNF              |
| 124                                                | Rudy Molard (FRA)          | 8è               |
| 125                                                | Michael Storer (AUS)       | 27è              |
| 126                                                | Attila Valter (HUN) (ruta) | DNF              |
| 127                                                | Lars van den Berg (NED)    | FC               |
| Director esportiu: Sébastien Joly, Jussi Veikkanen |                            |                  |

| Ineos Grenadiers IGD                               | Ineos Grenadiers IGD               | Ineos Grenadiers IGD |
| -------------------------------------------------- | ---------------------------------- | -------------------- |
| Núm                                                | Ciclista                           | Pos                  |
| 131                                                | Adam Yates (GBR)                   | 10è                  |
| 132                                                | Laurens De Plus (BEL)              | DNF                  |
| 133                                                | Tao Geoghegan Hart (GBR)           | 68è                  |
| 134                                                | Daniel Martínez Poveda (COL)       | 17è                  |
| 135                                                | Carlos Rodríguez Cano (ESP) (ruta) | 5è                   |
| 136                                                | Pàvel Sivakov (FRA)                | DNF                  |
| 137                                                | Ben Tulett (GBR)                   | DNF                  |
| Director esportiu: Steven Cummings, Matteo Tosatto |                                    |                      |

| Intermarché-Wanty-Gobert Matériaux IWG             | Intermarché-Wanty-Gobert Matériaux IWG | Intermarché-Wanty-Gobert Matériaux IWG |
| -------------------------------------------------- | -------------------------------------- | -------------------------------------- |
| Núm                                                | Ciclista                               | Pos                                    |
| 141                                                | Lorenzo Rota (ITA)                     | DNF                                    |
| 142                                                | Jan Bakelants (BEL)                    | 33è                                    |
| 143                                                | Quinten Hermans (BEL)                  | DNF                                    |
| 144                                                | Laurens Huys (BEL)                     | 70è                                    |
| 145                                                | Simone Petilli (ITA)                   | 35è                                    |
| 146                                                | Domenico Pozzovivo (ITA)               | DNF                                    |
| 147                                                | Rein Taaramäe (EST)                    | DNF                                    |
| Director esportiu: Valerio Piva, Ioannis Tamuridis |                                        |                                        |

| Israel-Premier Tech IPT                            | Israel-Premier Tech IPT    | Israel-Premier Tech IPT |
| -------------------------------------------------- | -------------------------- | ----------------------- |
| Núm                                                | Ciclista                   | Pos                     |
| 151                                                | Jakob Fuglsang (DEN)       | 71è                     |
| 152                                                | Corbin Strong (NZL)        | 87è                     |
| 153                                                | Alessandro De Marchi (ITA) | 53è                     |
| 154                                                | Carl Fredrik Hagen (NOR)   | 97è                     |
| 155                                                | Reto Hollenstein (SUI)     | 89è                     |
| 156                                                | Alexander Cataford (CAN)   | DNF                     |
| 157                                                | Michael Woods (CAN)        | DNF                     |
| Director esportiu: Claudio Cozzi, Zakkari Dempster |                            |                         |

| Jumbo-Visma TJV                               | Jumbo-Visma TJV        | Jumbo-Visma TJV |
| --------------------------------------------- | ---------------------- | --------------- |
| Núm                                           | Ciclista               | Pos             |
| 161                                           | Jonas Vingegaard (DEN) | 16è             |
| 162                                           | Koen Bouwman (NED)     | 79è             |
| 163                                           | Tobias Foss (NOR)      | DNF             |
| 164                                           | Robert Gesink (NED)    | 77è             |
| 165                                           | Chris Harper (AUS)     | 78è             |
| 166                                           | Gijs Leemreize (NED)   | DNF             |
| 167                                           | Sam Oomen (NED)        | 47è             |
| Director esportiu: Addy Engels, Frans Maassen |                        |                 |

| Lotto-Soudal LTS                                  | Lotto-Soudal LTS        | Lotto-Soudal LTS |
| ------------------------------------------------- | ----------------------- | ---------------- |
| Núm                                               | Ciclista                | Pos              |
| 171                                               | Tim Wellens (BEL)       | 58è              |
| 172                                               | Filippo Conca (ITA)     | DNF              |
| 173                                               | Andreas Kron (DEN)      | 41è              |
| 174                                               | Kamil Małecki (POL)     | 105è             |
| 175                                               | Maxim Van Gils (BEL)    | DNF              |
| 176                                               | Harm Vanhoucke (BEL)    | DNF              |
| 177                                               | Viktor Verschaeve (BEL) | DNF              |
| Director esportiu: Maxime Monfort, Cherie Pridham |                         |                  |

| Movistar Team MOV                      | Movistar Team MOV                 | Movistar Team MOV |
| -------------------------------------- | --------------------------------- | ----------------- |
| Núm                                    | Ciclista                          | Pos               |
| 181                                    | Alejandro Valverde Belmonte (ESP) | 6è                |
| 182                                    | Jorge Arcas (ESP)                 | 95è               |
| 183                                    | Imanol Erviti Ollo (ESP)          | 94è               |
| 184                                    | Iván García Cortina (ESP)         | DNF               |
| 185                                    | Johan Jacobs (SUI)                | 106è              |
| 186                                    | Enric Mas Nicolau (ESP)           | 2n                |
| 187                                    | José Joaquín Rojas Gil (ESP)      | 69è               |
| Director esportiu: Maximilian Sciandri |                                   |                   |

| Quick-Step Alpha Vinyl QST        | Quick-Step Alpha Vinyl QST  | Quick-Step Alpha Vinyl QST |
| --------------------------------- | --------------------------- | -------------------------- |
| Núm                               | Ciclista                    | Pos                        |
| 191                               | Julian Alaphilippe (FRA)    | 51è                        |
| 192                               | Andrea Bagioli (ITA)        | DNF                        |
| 193                               | Dries Devenyns (BEL)        | DNF                        |
| 194                               | Mikkel Frølich Honoré (DEN) | 19è                        |
| 195                               | Ilan Van Wilder (BEL)       | 13è                        |
| 196                               | Mauri Vansevenant (BEL)     | 20è                        |
| 197                               | Louis Vervaeke (BEL)        | DNF                        |
| Director esportiu: Davide Bramati |                             |                            |

| Arkéa-Samsic ARK | Arkéa-Samsic ARK      | Arkéa-Samsic ARK |
| ---------------- | --------------------- | ---------------- |
| Núm              | Ciclista              | Pos              |
| 201              | Warren Barguil (FRA)  | 12è              |
| 202              | Louis Barré (FRA)     | 49è              |
| 203              | Nicolas Edet (FRA)    | DNF              |
| 204              | Élie Gesbert (FRA)    | DNF              |
| 205              | Simon Guglielmi (FRA) | 52è              |
| 206              | Michel Ries (LUX)     | DNF              |
| 207              | Kévin Vauquelin (FRA) | 66è              |

| Team BikeExchange-Jayco BEX                       | Team BikeExchange-Jayco BEX | Team BikeExchange-Jayco BEX |
| ------------------------------------------------- | --------------------------- | --------------------------- |
| Núm                                               | Ciclista                    | Pos                         |
| 211                                               | Matteo Sobrero (ITA)        | DNF                         |
| 212                                               | Alexandre Balmer (SUI)      | 82è                         |
| 213                                               | Kevin Colleoni (ITA)        | DNF                         |
| 214                                               | Lawson Craddock (USA)       | 54è                         |
| 215                                               | Tsgabu Grmay (ETH)          | DNF                         |
| 216                                               | Tanel Kangert (EST)         | DNF                         |
| 217                                               | Nick Schultz (AUS)          | 42è                         |
| Director esportiu: Vittorio Algeri, Matthew White |                             |                             |

| Team DSM DSM                    | Team DSM DSM             | Team DSM DSM |
| ------------------------------- | ------------------------ | ------------ |
| Núm                             | Ciclista                 | Pos          |
| 221                             | Romain Bardet (FRA)      | 9è           |
| 222                             | Thymen Arensman (NED)    | 76è          |
| 223                             | Marco Brenner (GER)      | 38è          |
| 224                             | Mark Donovan (GBR)       | 72è          |
| 225                             | Chris Hamilton (AUS)     | 57è          |
| 226                             | Andreas Leknessund (NOR) | 40è          |
| 227                             | Martijn Tusveld (NED)    | DNF          |
| Director esportiu: Pim Ligthart |                          |              |

| TotalEnergies TEN               | TotalEnergies TEN                 | TotalEnergies TEN |
| ------------------------------- | --------------------------------- | ----------------- |
| Núm                             | Ciclista                          | Pos               |
| 231                             | Pierre Latour (FRA)               | 31è               |
| 232                             | Mathieu Burgaudeau (FRA)          | 56è               |
| 233                             | Víctor de la Parte González (ESP) | 80è               |
| 234                             | Fabien Grellier (FRA)             | DNF               |
| 235                             | Alan Jousseaume (FRA)             | 44è               |
| 236                             | Paul Ourselin (FRA)               | DNF               |
| 237                             | Alexis Vuillermoz (FRA)           | 29è               |
| Director esportiu: Thibaut Macé |                                   |                   |

| Trek-Segafredo TFS                                  | Trek-Segafredo TFS           | Trek-Segafredo TFS |
| --------------------------------------------------- | ---------------------------- | ------------------ |
| Núm                                                 | Ciclista                     | Pos                |
| 241                                                 | Bauke Mollema (NED)          | 7è                 |
| 242                                                 | Julien Bernard (FRA)         | 101è               |
| 243                                                 | Giulio Ciccone (ITA)         | 15è                |
| 244                                                 | Kenny Elissonde (FRA)        | DNF                |
| 245                                                 | Amanuel Gebrezgabihier (ERI) | DNF                |
| 246                                                 | Mattias Skjelmose (DEN)      | DNF                |
| 247                                                 | Antwan Tolhoek (NED)         | 50è                |
| Director esportiu: Adriano Baffi, Iaroslav Popòvitx |                              |                    |

| UAE Team Emirates UAD                                          | UAE Team Emirates UAD     | UAE Team Emirates UAD |
| -------------------------------------------------------------- | ------------------------- | --------------------- |
| Núm                                                            | Ciclista                  | Pos                   |
| 1                                                              | Tadej Pogačar (SLO)       | 1r                    |
| 2                                                              | Davide Formolo (ITA)      | 28è                   |
| 3                                                              | João Almeida (POR) (ruta) | DNF                   |
| 4                                                              | Marc Hirschi (SUI)        | 81è                   |
| 5                                                              | Rafał Majka (POL)         | 23è                   |
| 6                                                              | Alessandro Covi (ITA)     | DNF                   |
| 7                                                              | Diego Ulissi (ITA)        | 26è                   |
| Director esportiu: Fabio Baldato, Marco Marzano, Marco Marcato |                           |                       |

| AG2R Citroën Team ACT                          | AG2R Citroën Team ACT        | AG2R Citroën Team ACT |
| ---------------------------------------------- | ---------------------------- | --------------------- |
| Núm                                            | Ciclista                     | Pos                   |
| 11                                             | Clément Champoussin (FRA)    | 73è                   |
| 12                                             | Clément Berthet (FRA)        | 14è                   |
| 13                                             | Geoffrey Bouchard (FRA)      | DNF                   |
| 14                                             | Felix Gall (AUT)             | DNF                   |
| 15                                             | Jaakko Hänninen (FIN)        | DNF                   |
| 16                                             | Aurélien Paret-Peintre (FRA) | 74è                   |
| 17                                             | Paul Lapeira (FRA)           | 107è                  |
| Director esportiu: Cyril Dessel, Julien Jurdie |                              |                       |

| Alpecin-Deceuninck AFC              | Alpecin-Deceuninck AFC  | Alpecin-Deceuninck AFC |
| ----------------------------------- | ----------------------- | ---------------------- |
| Núm                                 | Ciclista                | Pos                    |
| 21                                  | Jay Vine (AUS)          | 64è                    |
| 22                                  | Tobias Bayer (AUT)      | 84è                    |
| 23                                  | Xandro Meurisse (BEL)   | 43è                    |
| 24                                  | Jimmy Janssens (BEL)    | DNF                    |
| 25                                  | Stefano Oldani (ITA)    | 37è                    |
| 26                                  | Kristian Sbaragli (ITA) | 90è                    |
| 27                                  | Robert Stannard (AUS)   | DNF                    |
| Director esportiu: Frederik Willems |                         |                        |

| Astana Qazaqstan Team AST                              | Astana Qazaqstan Team AST        | Astana Qazaqstan Team AST |
| ------------------------------------------------------ | -------------------------------- | ------------------------- |
| Núm                                                    | Ciclista                         | Pos                       |
| 31                                                     | Vincenzo Nibali (ITA)            | 24è                       |
| 32                                                     | Samuele Battistella (ITA)        | DNF                       |
| 33                                                     | David de la Cruz Melgarejo (ESP) | DNF                       |
| 34                                                     | Miguel Ángel López Moreno (COL)  | 65è                       |
| 35                                                     | Javier Romo (ESP)                | DNF                       |
| 36                                                     | Cristian Scaroni (ITA)           | DNF                       |
| 37                                                     | Simone Velasco (ITA)             | 59è                       |
| Director esportiu: Giuseppe Martinelli, Stefano Zanini |                                  |                           |

| Bahrain Victorious TBV                            | Bahrain Victorious TBV    | Bahrain Victorious TBV |
| ------------------------------------------------- | ------------------------- | ---------------------- |
| Núm                                               | Ciclista                  | Pos                    |
| 41                                                | Damiano Caruso (ITA)      | 62è                    |
| 42                                                | Mikel Landa Meana (ESP)   | 3r                     |
| 43                                                | Gino Mäder (SUI)          | DNF                    |
| 44                                                | Matej Mohorič (SLO)       | 61è                    |
| 45                                                | Hermann Pernsteiner (AUT) | 39è                    |
| 46                                                | Wout Poels (NED)          | DNF                    |
| 47                                                | Edoardo Zambanini (ITA)   | 45è                    |
| Director esportiu: Roman Kreuziger, Alberto Volpi |                           |                        |

| Bardiani CSF Faizanè BCF                            | Bardiani CSF Faizanè BCF     | Bardiani CSF Faizanè BCF |
| --------------------------------------------------- | ---------------------------- | ------------------------ |
| Núm                                                 | Ciclista                     | Pos                      |
| 51                                                  | Filippo Zana (ITA) (ruta)    | 75è                      |
| 52                                                  | Luca Covili (ITA)            | 83è                      |
| 53                                                  | Omar El Gouzi (ITA)          | 93è                      |
| 54                                                  | Davide Gabburo (ITA)         | 96è                      |
| 55                                                  | Henok Mulubrhan (ERI) (ruta) | DNF                      |
| 56                                                  | Alex Tolio (ITA)             | DNF                      |
| 57                                                  | Alessandro Tonelli (ITA)     | 93è                      |
| Director esportiu: Roberto Reverberi, Mirko Rossato |                              |                          |

| Bora-Hansgrohe BOH                             | Bora-Hansgrohe BOH                 | Bora-Hansgrohe BOH |
| ---------------------------------------------- | ---------------------------------- | ------------------ |
| Núm                                            | Ciclista                           | Pos                |
| 61                                             | Wilco Kelderman (NED)              | 60è                |
| 62                                             | Giovanni Aleotti (ITA)             | 63è                |
| 63                                             | Matteo Fabbro (ITA)                | 22è                |
| 64                                             | Felix Großschartner (AUT)          | 102è               |
| 65                                             | Sergio Higuita García (COL) (ruta) | 4t                 |
| 66                                             | Patrick Konrad (AUT)               | 67è                |
| 67                                             | Aleksandr Vlàssov (RUS)            | 18è                |
| Director esportiu: Rolf Aldag, Christian Pömer |                                    |                    |

| Caja Rural-Seguros RGA CJR                                       | Caja Rural-Seguros RGA CJR     | Caja Rural-Seguros RGA CJR |
| ---------------------------------------------------------------- | ------------------------------ | -------------------------- |
| Núm                                                              | Ciclista                       | Pos                        |
| 71                                                               | Jonathan Lastra Martínez (ESP) | DNF                        |
| 72                                                               | Aritz Bagües (ESP)             | 92è                        |
| 73                                                               | Fernando Barceló Aragón (ESP)  | DNF                        |
| 74                                                               | Sergio Martín (ESP)            | DNF                        |
| 75                                                               | Mikel Nieve Iturralde (ESP)    | DNF                        |
| 76                                                               | Eduard Prades i Reverter (ESP) | 85è                        |
| 77                                                               | Michal Schlegel (CZE)          | DNF                        |
| Director esportiu: José Miguel Fernández Reviejo, Rubén Martínez |                                |                            |

| Cofidis COF                        | Cofidis COF               | Cofidis COF |
| ---------------------------------- | ------------------------- | ----------- |
| Núm                                | Ciclista                  | Pos         |
| 81                                 | Guillaume Martin (FRA)    | 32è         |
| 82                                 | François Bidard (FRA)     | DNF         |
| 83                                 | Thomas Champion (FRA)     | DNF         |
| 84                                 | Simon Geschke (GER)       | 46è         |
| 85                                 | Jesús Herrada López (ESP) | 48è         |
| 86                                 | Pierre-Luc Périchon (FRA) | DNF         |
| 87                                 | Rémy Rochas (FRA)         | 25è         |
| Director esportiu: Roberto Damiani |                           |             |

| Drone Hopper-Androni Giocattoli DRA               | Drone Hopper-Androni Giocattoli DRA | Drone Hopper-Androni Giocattoli DRA |
| ------------------------------------------------- | ----------------------------------- | ----------------------------------- |
| Núm                                               | Ciclista                            | Pos                                 |
| 91                                                | Natnael Tesfatsion (ERI)            | DNF                                 |
| 92                                                | Mattia Bais (ITA)                   | 86è                                 |
| 93                                                | Umberto Marengo (ITA)               | DNF                                 |
| 94                                                | Andri Ponomar (UKR)                 | DNF                                 |
| 95                                                | Simone Ravanelli (ITA)              | 91è                                 |
| 96                                                | Santiago Umba (COL)                 | 88è                                 |
| 97                                                | Luca Chirico (ITA)                  | DNF                                 |
| Director esportiu: Giovanni Ellena, Daniele Righi |                                     |                                     |

| EF Education-EasyPost EFE                                    | EF Education-EasyPost EFE  | EF Education-EasyPost EFE |
| ------------------------------------------------------------ | -------------------------- | ------------------------- |
| Núm                                                          | Ciclista                   | Pos                       |
| 101                                                          | Alberto Bettiol (ITA)      | DNF                       |
| 102                                                          | Odd Christian Eiking (NOR) | DNF                       |
| 103                                                          | Mark Padun (UKR)           | 36è                       |
| 104                                                          | Andrea Piccolo (ITA)       | 11è                       |
| 105                                                          | Neilson Powless (USA)      | 34è                       |
| 106                                                          | Sean Quinn (USA)           | DNF                       |
| 107                                                          | Rigoberto Urán (COL)       | 21è                       |
| Director esportiu: Juan Manuel Gárate Cepa, Charles Wegelius |                            |                           |

| Eolo-Kometa EOK                                              | Eolo-Kometa EOK           | Eolo-Kometa EOK |
| ------------------------------------------------------------ | ------------------------- | --------------- |
| Núm                                                          | Ciclista                  | Pos             |
| 111                                                          | Lorenzo Fortunato (ITA)   | DNF             |
| 112                                                          | Davide Bais (ITA)         | 100è            |
| 113                                                          | Mark Christian (GBR)      | DNF             |
| 114                                                          | Alessandro Fancellu (ITA) | 55è             |
| 115                                                          | Erik Fetter (HUN)         | 104è            |
| 116                                                          | Mirco Maestri (ITA)       | 99è             |
| 117                                                          | Samuele Rivi (ITA)        | 103è            |
| Director esportiu: Jesús Hernández Blázquez, Stefano Zanatta |                           |                 |

| Groupama-FDJ GFC                                   | Groupama-FDJ GFC           | Groupama-FDJ GFC |
| -------------------------------------------------- | -------------------------- | ---------------- |
| Núm                                                | Ciclista                   | Pos              |
| 121                                                | Quentin Pacher (FRA)       | 30è              |
| 122                                                | Bruno Armirail (FRA)       | DNF              |
| 123                                                | Mathieu Ladagnous (FRA)    | DNF              |
| 124                                                | Rudy Molard (FRA)          | 8è               |
| 125                                                | Michael Storer (AUS)       | 27è              |
| 126                                                | Attila Valter (HUN) (ruta) | DNF              |
| 127                                                | Lars van den Berg (NED)    | FC               |
| Director esportiu: Sébastien Joly, Jussi Veikkanen |                            |                  |

| Ineos Grenadiers IGD                               | Ineos Grenadiers IGD               | Ineos Grenadiers IGD |
| -------------------------------------------------- | ---------------------------------- | -------------------- |
| Núm                                                | Ciclista                           | Pos                  |
| 131                                                | Adam Yates (GBR)                   | 10è                  |
| 132                                                | Laurens De Plus (BEL)              | DNF                  |
| 133                                                | Tao Geoghegan Hart (GBR)           | 68è                  |
| 134                                                | Daniel Martínez Poveda (COL)       | 17è                  |
| 135                                                | Carlos Rodríguez Cano (ESP) (ruta) | 5è                   |
| 136                                                | Pàvel Sivakov (FRA)                | DNF                  |
| 137                                                | Ben Tulett (GBR)                   | DNF                  |
| Director esportiu: Steven Cummings, Matteo Tosatto |                                    |                      |

| Intermarché-Wanty-Gobert Matériaux IWG             | Intermarché-Wanty-Gobert Matériaux IWG | Intermarché-Wanty-Gobert Matériaux IWG |
| -------------------------------------------------- | -------------------------------------- | -------------------------------------- |
| Núm                                                | Ciclista                               | Pos                                    |
| 141                                                | Lorenzo Rota (ITA)                     | DNF                                    |
| 142                                                | Jan Bakelants (BEL)                    | 33è                                    |
| 143                                                | Quinten Hermans (BEL)                  | DNF                                    |
| 144                                                | Laurens Huys (BEL)                     | 70è                                    |
| 145                                                | Simone Petilli (ITA)                   | 35è                                    |
| 146                                                | Domenico Pozzovivo (ITA)               | DNF                                    |
| 147                                                | Rein Taaramäe (EST)                    | DNF                                    |
| Director esportiu: Valerio Piva, Ioannis Tamuridis |                                        |                                        |

| Israel-Premier Tech IPT                            | Israel-Premier Tech IPT    | Israel-Premier Tech IPT |
| -------------------------------------------------- | -------------------------- | ----------------------- |
| Núm                                                | Ciclista                   | Pos                     |
| 151                                                | Jakob Fuglsang (DEN)       | 71è                     |
| 152                                                | Corbin Strong (NZL)        | 87è                     |
| 153                                                | Alessandro De Marchi (ITA) | 53è                     |
| 154                                                | Carl Fredrik Hagen (NOR)   | 97è                     |
| 155                                                | Reto Hollenstein (SUI)     | 89è                     |
| 156                                                | Alexander Cataford (CAN)   | DNF                     |
| 157                                                | Michael Woods (CAN)        | DNF                     |
| Director esportiu: Claudio Cozzi, Zakkari Dempster |                            |                         |

| Jumbo-Visma TJV                               | Jumbo-Visma TJV        | Jumbo-Visma TJV |
| --------------------------------------------- | ---------------------- | --------------- |
| Núm                                           | Ciclista               | Pos             |
| 161                                           | Jonas Vingegaard (DEN) | 16è             |
| 162                                           | Koen Bouwman (NED)     | 79è             |
| 163                                           | Tobias Foss (NOR)      | DNF             |
| 164                                           | Robert Gesink (NED)    | 77è             |
| 165                                           | Chris Harper (AUS)     | 78è             |
| 166                                           | Gijs Leemreize (NED)   | DNF             |
| 167                                           | Sam Oomen (NED)        | 47è             |
| Director esportiu: Addy Engels, Frans Maassen |                        |                 |

| Lotto-Soudal LTS                                  | Lotto-Soudal LTS        | Lotto-Soudal LTS |
| ------------------------------------------------- | ----------------------- | ---------------- |
| Núm                                               | Ciclista                | Pos              |
| 171                                               | Tim Wellens (BEL)       | 58è              |
| 172                                               | Filippo Conca (ITA)     | DNF              |
| 173                                               | Andreas Kron (DEN)      | 41è              |
| 174                                               | Kamil Małecki (POL)     | 105è             |
| 175                                               | Maxim Van Gils (BEL)    | DNF              |
| 176                                               | Harm Vanhoucke (BEL)    | DNF              |
| 177                                               | Viktor Verschaeve (BEL) | DNF              |
| Director esportiu: Maxime Monfort, Cherie Pridham |                         |                  |

| Movistar Team MOV                      | Movistar Team MOV                 | Movistar Team MOV |
| -------------------------------------- | --------------------------------- | ----------------- |
| Núm                                    | Ciclista                          | Pos               |
| 181                                    | Alejandro Valverde Belmonte (ESP) | 6è                |
| 182                                    | Jorge Arcas (ESP)                 | 95è               |
| 183                                    | Imanol Erviti Ollo (ESP)          | 94è               |
| 184                                    | Iván García Cortina (ESP)         | DNF               |
| 185                                    | Johan Jacobs (SUI)                | 106è              |
| 186                                    | Enric Mas Nicolau (ESP)           | 2n                |
| 187                                    | José Joaquín Rojas Gil (ESP)      | 69è               |
| Director esportiu: Maximilian Sciandri |                                   |                   |

| Quick-Step Alpha Vinyl QST        | Quick-Step Alpha Vinyl QST  | Quick-Step Alpha Vinyl QST |
| --------------------------------- | --------------------------- | -------------------------- |
| Núm                               | Ciclista                    | Pos                        |
| 191                               | Julian Alaphilippe (FRA)    | 51è                        |
| 192                               | Andrea Bagioli (ITA)        | DNF                        |
| 193                               | Dries Devenyns (BEL)        | DNF                        |
| 194                               | Mikkel Frølich Honoré (DEN) | 19è                        |
| 195                               | Ilan Van Wilder (BEL)       | 13è                        |
| 196                               | Mauri Vansevenant (BEL)     | 20è                        |
| 197                               | Louis Vervaeke (BEL)        | DNF                        |
| Director esportiu: Davide Bramati |                             |                            |

| Arkéa-Samsic ARK | Arkéa-Samsic ARK      | Arkéa-Samsic ARK |
| ---------------- | --------------------- | ---------------- |
| Núm              | Ciclista              | Pos              |
| 201              | Warren Barguil (FRA)  | 12è              |
| 202              | Louis Barré (FRA)     | 49è              |
| 203              | Nicolas Edet (FRA)    | DNF              |
| 204              | Élie Gesbert (FRA)    | DNF              |
| 205              | Simon Guglielmi (FRA) | 52è              |
| 206              | Michel Ries (LUX)     | DNF              |
| 207              | Kévin Vauquelin (FRA) | 66è              |

| Team BikeExchange-Jayco BEX                       | Team BikeExchange-Jayco BEX | Team BikeExchange-Jayco BEX |
| ------------------------------------------------- | --------------------------- | --------------------------- |
| Núm                                               | Ciclista                    | Pos                         |
| 211                                               | Matteo Sobrero (ITA)        | DNF                         |
| 212                                               | Alexandre Balmer (SUI)      | 82è                         |
| 213                                               | Kevin Colleoni (ITA)        | DNF                         |
| 214                                               | Lawson Craddock (USA)       | 54è                         |
| 215                                               | Tsgabu Grmay (ETH)          | DNF                         |
| 216                                               | Tanel Kangert (EST)         | DNF                         |
| 217                                               | Nick Schultz (AUS)          | 42è                         |
| Director esportiu: Vittorio Algeri, Matthew White |                             |                             |

| Team DSM DSM                    | Team DSM DSM             | Team DSM DSM |
| ------------------------------- | ------------------------ | ------------ |
| Núm                             | Ciclista                 | Pos          |
| 221                             | Romain Bardet (FRA)      | 9è           |
| 222                             | Thymen Arensman (NED)    | 76è          |
| 223                             | Marco Brenner (GER)      | 38è          |
| 224                             | Mark Donovan (GBR)       | 72è          |
| 225                             | Chris Hamilton (AUS)     | 57è          |
| 226                             | Andreas Leknessund (NOR) | 40è          |
| 227                             | Martijn Tusveld (NED)    | DNF          |
| Director esportiu: Pim Ligthart |                          |              |

| TotalEnergies TEN               | TotalEnergies TEN                 | TotalEnergies TEN |
| ------------------------------- | --------------------------------- | ----------------- |
| Núm                             | Ciclista                          | Pos               |
| 231                             | Pierre Latour (FRA)               | 31è               |
| 232                             | Mathieu Burgaudeau (FRA)          | 56è               |
| 233                             | Víctor de la Parte González (ESP) | 80è               |
| 234                             | Fabien Grellier (FRA)             | DNF               |
| 235                             | Alan Jousseaume (FRA)             | 44è               |
| 236                             | Paul Ourselin (FRA)               | DNF               |
| 237                             | Alexis Vuillermoz (FRA)           | 29è               |
| Director esportiu: Thibaut Macé |                                   |                   |

| Trek-Segafredo TFS                                  | Trek-Segafredo TFS           | Trek-Segafredo TFS |
| --------------------------------------------------- | ---------------------------- | ------------------ |
| Núm                                                 | Ciclista                     | Pos                |
| 241                                                 | Bauke Mollema (NED)          | 7è                 |
| 242                                                 | Julien Bernard (FRA)         | 101è               |
| 243                                                 | Giulio Ciccone (ITA)         | 15è                |
| 244                                                 | Kenny Elissonde (FRA)        | DNF                |
| 245                                                 | Amanuel Gebrezgabihier (ERI) | DNF                |
| 246                                                 | Mattias Skjelmose (DEN)      | DNF                |
| 247                                                 | Antwan Tolhoek (NED)         | 50è                |
| Director esportiu: Adriano Baffi, Iaroslav Popòvitx |                              |                    |